# 陶伊拉
33°52′08″N 1°51′38″E / 33.86889°N 1.86056°E
陶伊拉（阿拉伯语：‎），是阿爾及利亞的城鎮，位於該國中部艾格瓦特省，由布里達區負責管轄，面積255平方公里，2008年人口3,172，人口密度每平方公里12人。